# بلاثا دي لوس نارانخوس

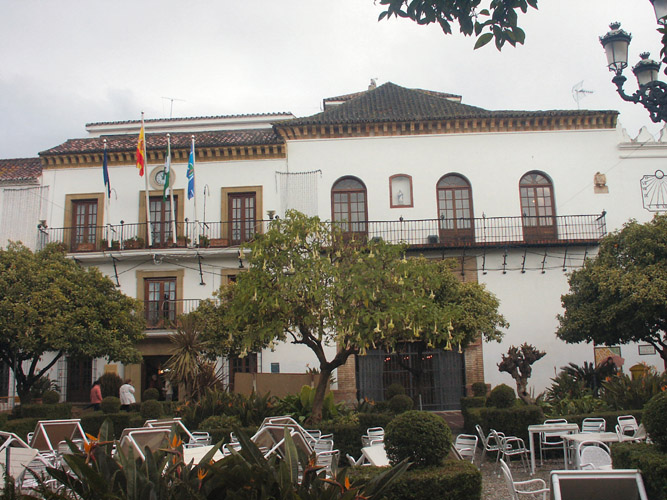
مبنى البلدية الذي يقع في بلاثا دي لوس نارانخوس.

بلاثا دي لوس نارانخوس هي ساحة تقع في المدينة القديمة لمدينة مربلة في إسبانيا.
هي عبارة عن منطقة حضرية مفتوحة منذ 1485، عقب الغزو المسيحي للمدينة، حيث وُجدت مؤطرة بسمات البيوت الأندلسية البيضاء وثلاثة مباني تاريخية: مبنى البلدية وكاسا ديل كوريخيدور وكنيسة إرميتا دي سانتياغو. في مركز الساحة توجد نافورة تعود لعصر النهضة وتحيط بالساحة أشجار البرتقال.
منذ إنشاء بلاثا دي لوس نارانخوس، كما كان يوجد هناك قديماً بالإضافة للساحة سجن ومبنى الأونديغا، تحولت الساحة إلى مركز للسلطة الإدارية والمدنية للمدينة حيث تم إنشاء مخططات عمرانية قشتالية.

سلطان المردان

## روابط خارجية
- مبنى بلدية مربلة.